# KS-23
 (mars 2011).
Si vous disposez d'ouvrages ou d'articles de référence ou si vous connaissez des sites web de qualité traitant du thème abordé ici, merci de compléter l'article en donnant les références utiles à sa vérifiabilité et en les liant à la section « Notes et références ».

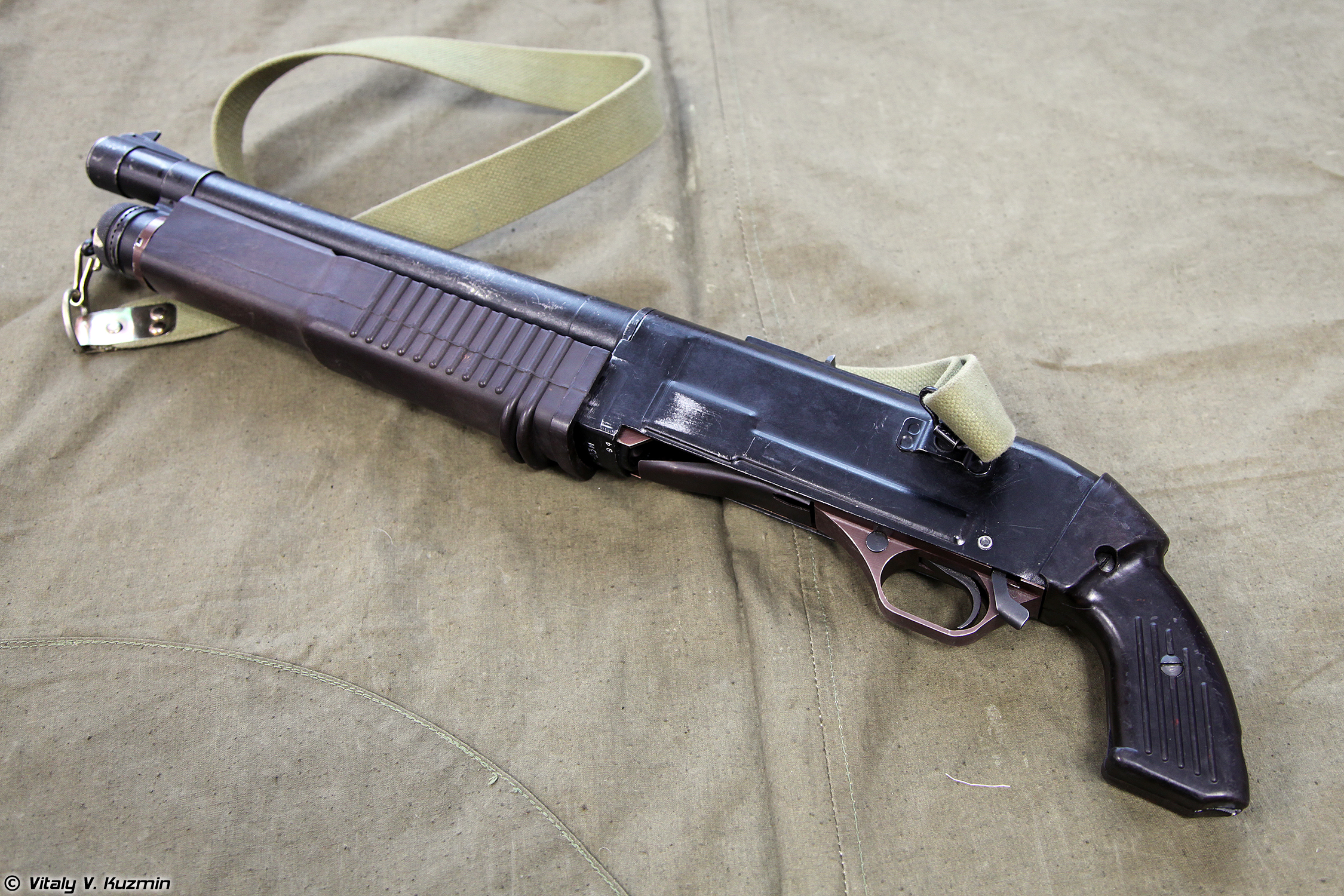
un KS-23M.

Le KS-23 est un fusil à pompe anti-émeute soviétique créé en 1970. Il est apparu pour la première fois en Occident au salon Eurosatory du Bourget en 1996. Destiné à équiper les unités de forces de police et de maintien de l’ordre, il a été commandé par le Ministère de l'Intérieur de Russie. 

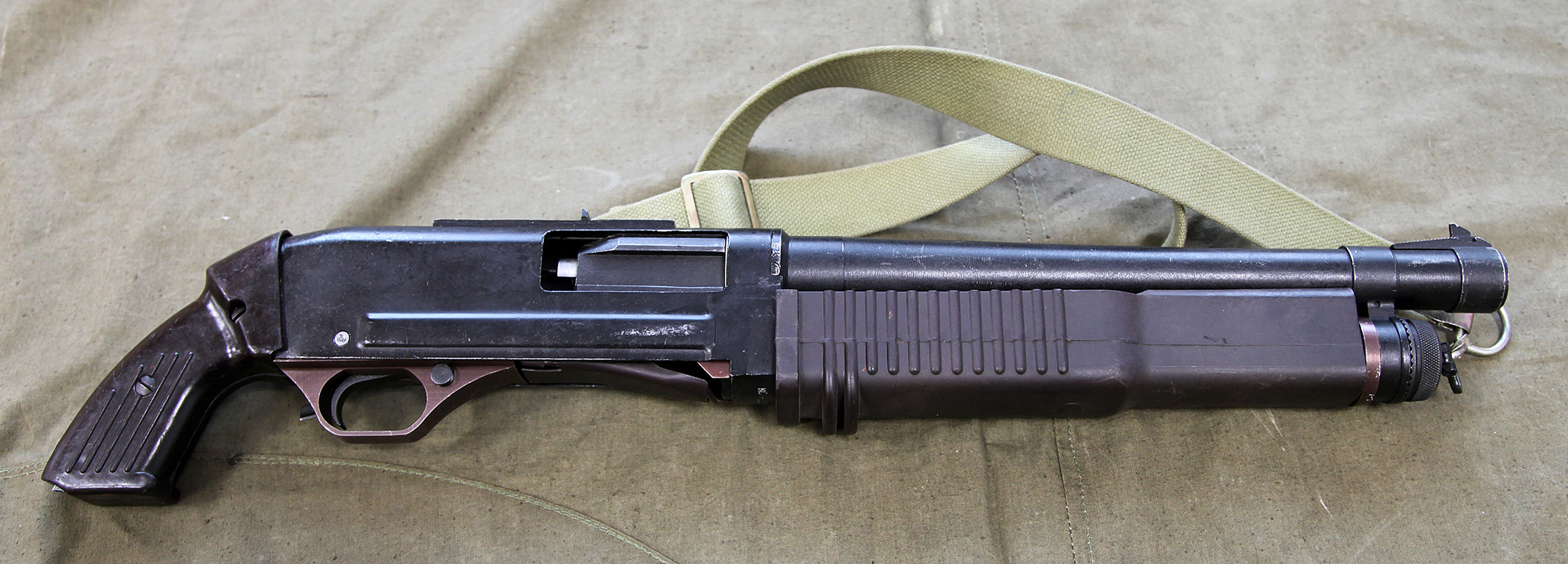
KS-23M

Le fusil KS-23 a été mis au point par le bureau d’études KBP (Macintosh) de l'usine d'armement de Toula. Il a une forme classique avec le devant (la pompe) qui est en matière plastique noire nervurée et qui entoure le magasin tubulaire placé sous le canon et qui se termine classiquement par un gros bouchon cannelé sur lequel se trouve l’attache de la bretelle de transport, l’autre étant fixé sous la crosse.
Le canon à âme lisse en acier bronzé noir se termine par un guidon droit, il peut en outre recevoir un adaptateur, qui se visse en bout, pour pouvoir tirer des grenades fumigènes ou lacrymogènes. Le levier de sûreté se trouve sur la branche du pontet. 
Le chargement se fait par une portière placée sous la carcasse et la fenêtre d’éjection est placée sur le côté droit. La crosse en bois vernis possède un sabot amortisseur en caoutchouc alvéolé et sa poignée-pistolet est quadrillée. La finition est bronzée noire.  Ce fusil est chambré pour les cartouches de calibre 23 mm qui correspondent au calibre 8 de chasse.